# Мадиев, Муслим Мусаевич
Муслим Мусаевич Мадиев (чечен. Мади Муслим) — чеченский и украинский военный деятель, активный участник российско-чеченских войн 1990-х и 2000-х годов, являлся соратником Руслана Гелаева и Доку Умарова. С 2014 года участник боевых действий в Донбассе. С 2022 года участник российско-украинского конфликта. Командир диверсионно-разведывательной группы «Адам» в его структуре. Награждён высшей наградой ЧРИ — орденом: «Герой Нации».

## Биография

### Происхождение
Уроженец Чечни. По национальности — чеченец. Является мастером спорта международного класса по вольной борьбе. 

### Российско-чеченские войны
С 1992 года участвовал в разгроме пророссийской оппозиции в Чеченской Республике. В начале первой чеченской войны воевал на Ачхой-Мартановском направлении, где произошёл его первый бой с Российской армией. Входил в состав батальона под командованием Руслана Гелаева в качестве его заместителя. Принимал участие в боях за Грозный в августе 1996 года. После окончания первой войны работал в Совете Безопасности ЧРИ и близко подружился со своим коллегой по работе Доку Умаровым.
В разгар Второй чеченской войны находился в ближайшем окружении Доку Умарова. Участвовал в обороне города Грозного от российских войск в 1999-2000 годах. До 2013 года поддерживал чеченское сопротивление.

### Боевые действия на Донбассе 2014—2022
С 2014 года являлся бойцом батальона имени Джохара Дудаева, сформированного из чеченских эмигрантов и участников военных действий против российских войск на территории Чеченской Республики.

### Вторжение России на Украину 2022
С августа 2022 года является заместителем командира батальона Адама Осмаева, исполнял роль советника батальона. 
2 ноября 2022 года в Киеве он принимал участие в круглом столе на тему «проблемы и перспективы де-оккупации Чеченской Республики Ичкерия».
В интервью журналистам Deutsche Welle и в других интервью он отмечал, что чеченские добровольцы намерены вернуться в Чеченскую Республику после окончания российско-украинского конфликта, чтобы продолжить борьбу за независимость:

«Мы хотим домой. Мы хотим освободить свою страну. После Украины мы обязательно пойдём домой.
Мадиев считает, что Украина победит, так как весь мир поддерживает украинцев:

«Сегодня весь мир за Украину стоит, мы должны выиграть, мы просто обязаны выиграть. Победа будет, и ее мы отпразднуем вместе – в Грозном». 

### Задержание родственников
После анонса интервью Мадиева с руководителем «народного движения Iадат» Ибрагимом Янгулбаевым, где он оскорбил Рамзана Кадырова, несколько его родственников задержала полиция в Чечне, но затем после беседы их освободили.

## Награды
Награждён высшей государственной наградой Чеченской Республики Ичкерия – орденом: «Герой Нации».